# Crackdown 3
Crackdown 3 — компьютерная игра в жанре шутер от третьего лица с открытым миром, разработанная британской студией Sumo Digital при содействии Cloudgine, Red Kite Games и Ruffian Games. Выпущена компанией Microsoft Studios эксклюзивно для платформ Xbox One и Windows вышла 15 февраля 2019 года. В игре используются облачные вычисления Microsoft Azure для обеспечения полной разрушаемости окружения.

## Разработка
Официальный анонс Crackdown 3 состоялся на конференции Microsoft Briefing в рамках выставки E3 2014. Игра находится в разработке с 2014 года, с момента основания студии Reagent Games. В ноябре 2018 года разработчики объявили дату выхода игры — 15 февраля 2019 года.

## Отзывы
| Сводный рейтинг    | Сводный рейтинг           |
| Агрегатор          | Оценка                    |
| ------------------ | ------------------------- |
| GameRankings       | 62,60 %                   |
| Metacritic         | (PC) 54/100 (XONE) 60/100 |
| Иноязычные издания |                           |
| Издание            | Оценка                    |
| Destructoid        | 6/10                      |
| EGM                | 7/10                      |
| Game Informer      | 6/10                      |
| GameRevolution     | [ 11 ]                    |
| GamesRadar+        | [ 12 ]                    |
| IGN                | 5/10                      |
| PC Gamer (US)      | 60 %                      |
| VideoGamer         | 6/10                      |

Crackdown 3 получила смешанные отзывы на агрегаторе Metacritic, критики отмечали недостаток новых идей.